# Модрина (пам'ятка природи, Любомльський район)
Модрина — ботанічна пам'ятка природи місцевого значення. Об'єкт розташований на території Любомльського району Волинської області, Ладинська сільрада, ДП «Любомльське ЛГ», Мосирське лісництво, квартал 14, виділ 18.
Площа — 0,5 га, статус отриманий у 2008 році.
Охороняється ділянка високобонітетного насадження модрини європейської віком понад 80 років. Висота стовбурів — 28 м., діаметр — 0,32 м.